# Stazione di Genova Sestri Ponente Aeroporto
Stazione di Genova Sestri Ponente Aeroporto vasútállomás Olaszországban, Genova településen.

## Vasútvonalak
Az állomást az alábbi vasútvonalak érintik:
- Genova–Ventimiglia-vasútvonal

## Kapcsolódó állomások
A vasútállomáshoz az alábbi állomások vannak a legközelebb:
- Via Briscata railway halt
- Stazione di Genova Cornigliano